# 卢卡纳马卡惨案
卢卡纳马卡惨案（西班牙語：masacre de Lucanamarca）是1983年4月3日在秘鲁聖地亞哥德盧卡納馬爾卡區及其周边地区发生的对69名农民的屠杀。系秘鲁共产党（光辉道路）（以下简称“光辉道路”）所为。

## 经过
1980年5月17日，光辉道路开始对秘鲁政府的战争。光辉道路的基地位于阿亚库乔大区。1983年3月，农民巡逻队在阿亚库乔大区万卡桑科斯省的一个小镇卢卡纳马卡杀死了光辉道路指挥官奥列加里奥·库里托梅（Olegario Curitomay）。库里托梅被农民巡逻队带到城镇的广场，被石头砸、刺、火烧、枪击。
1983年4月，光辉道路对库里托梅的死亡作出了反应，进入了万卡桑科斯省和Yanaccollpa、Ataccara、Llacchua、Muylacruz和卢卡纳马卡镇，杀死了69人。在被光辉道路杀害的人中，有十八个是孩子，其中最小的只有六个月大。11名妇女被杀，其中有孕妇。八名受害者年龄在五十至七十岁之间。大多数受害者被刀和斧头砍死，有的被近距离射击头部。光辉道路成员还用开水烫伤村民。这是光辉道路对农民社区成员的第一次屠杀。

## 后续
光辉道路的创始人兼领导人阿维马埃尔·古斯曼在接受《每日新闻》采访时说： 
面对反动的军事行动……我们采取了具有破坏性的行动：卢卡纳马卡。可以肯定的是，他们和我们都没有忘记此事，因为他们得到了他们无法想象的答案。八十多人被歼灭，这是事实。正如1983年所分析的那样，我们公开地说过头了。但是生活中的一切都有两个方面。我们的任务是发动毁灭性的打击，以使他们受到控制，以使他们了解这并非易事。在某些情况下，如这一情况下，是中央领导层本身计划并指示了行动。就是这样。在这种情况下，最主要的是我们给他们带来了毁灭性的打击，我们控制了他们，他们了解他们正与另一类人民战士打交道，我们和他们以前战斗过的不一样。这就是他们理解的。过头是消极的一面……如果我们给群众以很多限制、要求和禁令，那意味着在深处我们不希望水泛滥。我们需要的是使水溢出来，使洪水肆虐，因为我们知道，当一条河流淹没其河岸时，会造成破坏，但随后又回到河床……主要一点是让他们明白我们是难以打碎的坚果，并且已经准备好应对任何事。
古斯曼和其他几位光辉道路高层于1992年在利马被捕。2002年9月10日，古斯曼告诉秘鲁真相与和解委员会：“我们，重申我们将不会逃避[对卢卡纳马卡惨案的]责任。我有我的责任，我是第一个负责任的人，而且我永远不会宣布放弃我的责任，这没有任何意义。”
2006年10月13日，古斯曼和埃琳娜·伊帕拉吉尔（Elena Iparraguirre）被判无期徒刑，罪名包括卢卡纳马卡惨案。 古兹曼还被勒令向受害者支付250,000秘魯新索爾。 2008年1月， 秘鲁最高法院确认古斯曼命令杀人，并维持无期徒刑的原判。